# Helena Kirchmayr
Helena Maria Kirchmayr (* 5. Oktober 1982 in Linz) ist eine österreichische Politikerin (ÖVP) und Universitätsangestellte. Kirchmayr ist seit 2010 Abgeordnete zum Oberösterreichischen Landtag.

## Leben
Helena Kirchmayr besuchte die Volksschule in Pucking und danach das Gymnasium der Kreuzschwestern Linz. Nach der Matura studierte sie Wirtschaftswissenschaften an der Universität Linz und schloss ihr Studium mit dem akademischen Grad Magister ab. Sie war in der Folge zwischen 2006 und 2008 am Institut für Internationales Management an der Johannes Kepler Universität Linz tätig und arbeitet seit 2008 als International Student Advisor im Auslandsbüro der Universität Linz.
Kirchmayr ist Mitglied der Jungen Volkspartei (JVP) und war bis 2016 Landesobfrau der JVP Oberösterreich. In der JVP Österreich übte sie bis 2017 die Funktion der Bundesobmann-Stellvertreterin aus. Sie wurde im September 2009 zur Gemeinderätin der Marktgemeinde Pucking und ist seitdem auch Mitglied des Gemeindevorstands. Am 4. März 2010 rückte sie für Claudia Durchschlag in den Oberösterreichischen Landtag nach.
Nach der Landtagswahl in Oberösterreich 2015 wurde sie am 23. Oktober 2015 zur Klubobfrau des ÖVP-Landtagsklubs Oberösterreich gewählt und folgte damit in dieser Funktion Thomas Stelzer nach. Aufgrund ihrer Babypause übernahm im September 2020 Christian Dörfel bis zum Ende der Wahlperiode die ÖVP-Klubführung.